# Christophe-Joachim Marro
Christophe-Joachim Marro, né à Fribourg le 2 février 1800 et mort dans la même ville le 23 juin 1878, est une personnalité politique suisse membre du Parti radical.

### Source
- Georges Andrey, John Clerc, Jean-Pierre Dorand et Nicolas Gex, Le Conseil d'État fribourgeois : 1848-2011 : son histoire, son organisation, ses membres, Fribourg, Éditions de la Sarine, 2012,  (ISBN 978-2-88355-153-4)